# Rondo (biograf)

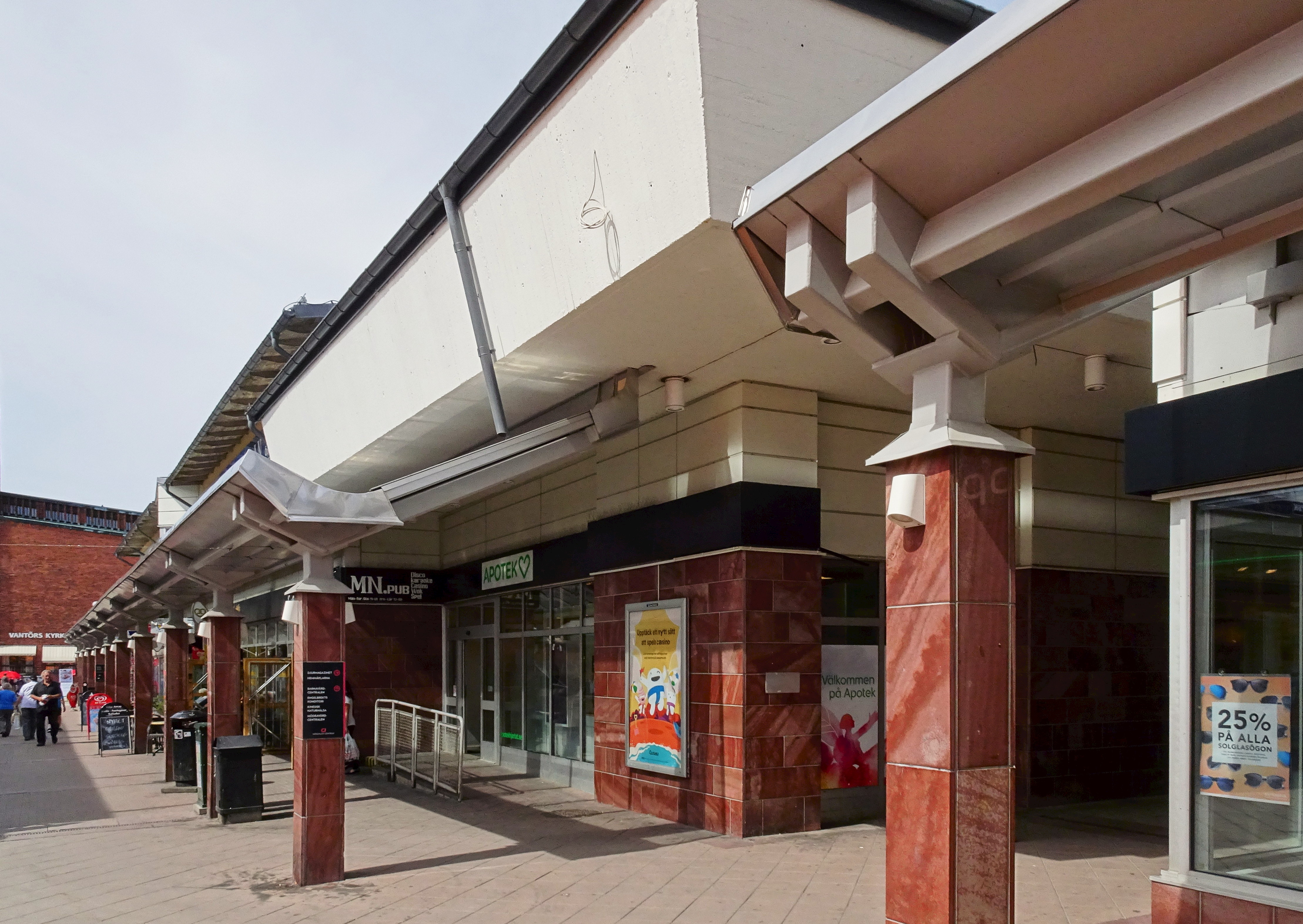
Gamla entrén till Rondo från torget.

Rondo var en biograf på Högdalsgången i Högdalens centrum i stadsdelen Högdalen, södra Stockholm. Biografen öppnade i januari 1961 och stängde i maj 1983.

## Historia

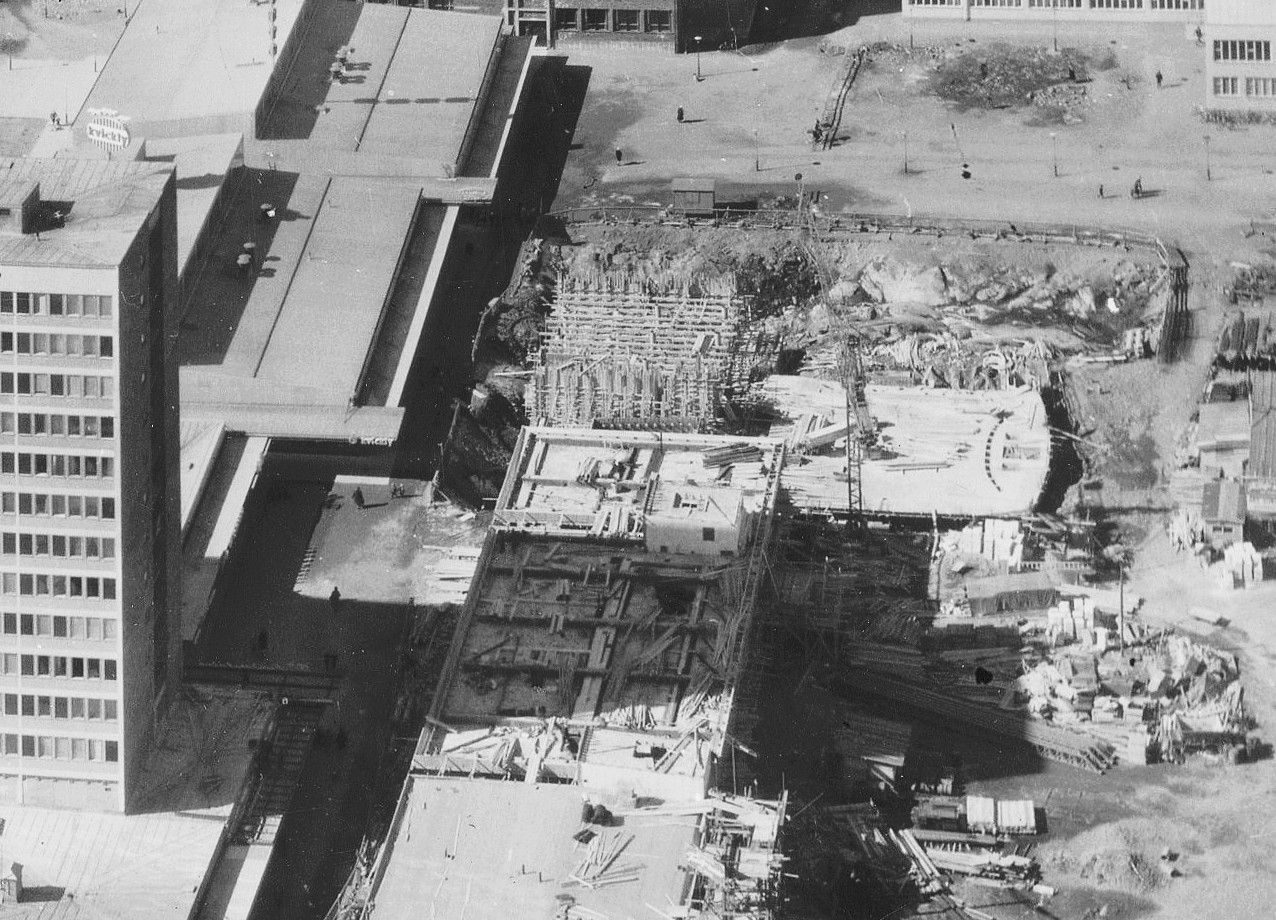
Biografens byggplats, 1960.

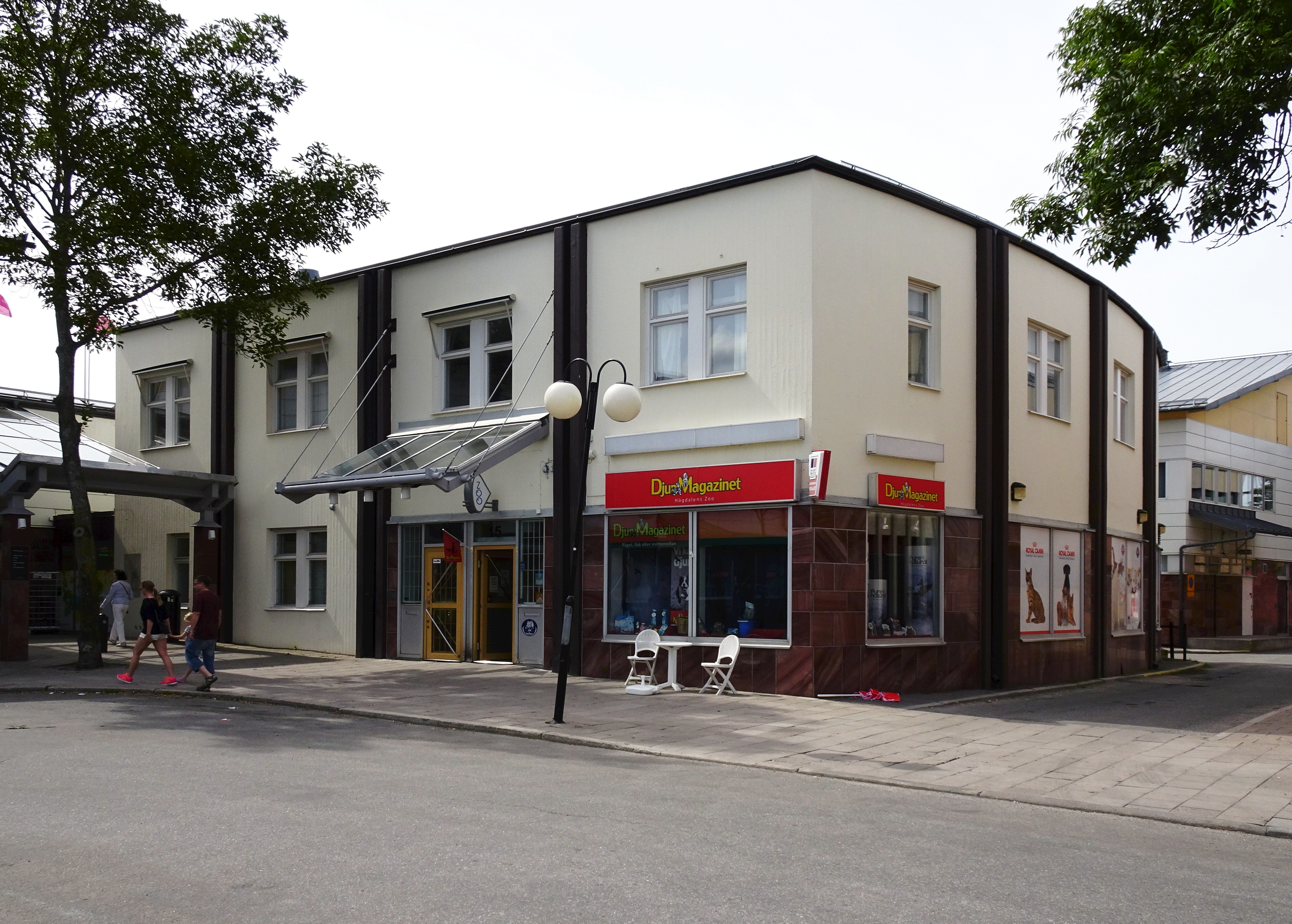
Rondos salongsbyggnad, 2016.

Högdalen fick en centrumanläggning med inspiration från Vällingby centrum och koncipierades som ett regionalt köpcentrum. Utöver ett stort utbud av butiker, två kyrkor och två varuhus skulle förortscentrat i Högdalen även ha en biograf som fick namnet Rondo. Uppdragsgivare var AB Familjebostäder och arkitekt var Arne Rudberger. Biografen invigdes den 4 januari 1961.
Biografen bestod av två byggnadskroppar, en som innehöll entré och foajé mot Högdalsgången (torget) och en som utgjorde själva salongsbyggnaden mot Rangstaplan. Biografens exteriör och interiör gick i brunt. Entréhallen hade stora glasytor ut mot torget.  I foajén fanns väggfasta soffor klädda i brun sammet. Salongens väggar var klädda i brunmålade och småskurna eternitplattor, som gav intryck av trä. Ridån gick i brunt med accenter i lila och rosa. Till och med golvets heltäckningsmatta var brun, men fåtöljerna hade grön klädsel. Salongen rymde 436 platser.
Rondo förfogade över modern teknisk utrusning som tillät visning av filmer i cinemascopeformat. Biografen drevs till en början av Sveriges Folkbiografer, men från februari 1976 tog Svensk Filmindustri över driften. Den 29 maj 1983 lades Rondo ner. Det fanns initiativ att rädda biografens lokaler för annan publik verksamhet, men därav blev det inget. 1984 genomfördes en omfattande ombyggnad. Till delen mot torget flyttade apoteket medan salongsdelen fick ett mellanbjälklag och fönster upptogs i fasaden. Här skapades butiker och lägenheter.